# Florian Jakacki
Florian Jakacki herbu Radwan (zm. po 1580 roku) – cześnik łomżyński, starosta arcybiskupi łęgonicki.
Poseł ziemi różańskiej na sejm 1567 roku, poseł ziemi łomżyńskiej na sejm unijny 1569 roku, podpisał akt unii lubelskiej, poseł ziemi różańskiej na sejm konwokacyjny 1574 roku.